# Arbizu
Pour les articles homonymes, voir Arbizu (homonymie).
Arbizu est une ville et une municipalité de la Communauté forale de Navarre dans le Nord de l'Espagne.
Elle est située dans la zone bascophone de la province où la langue basque est coofficielle avec l'espagnol. Elle fait partie de la comarque de Sakana et appartient à la mérindade de Pampelune.

## Géographie
Elle se situe entre les massifs d'Aralar et d'Andia, dans une zone où s'élargit la vallée de Sakana. Les rivières Leziza, précédé de la rivière Andia, croise le village dans son chemin dans la vallée.
Située dans la Merindad de Pampelune, au sein de la comarque de Sakana, Arbizu se trouve à 39 km de sa capitale, Pampelune.
Avec une population de 1006 habitants, on parle d'une municipalité enclavée en pleine nature mais avec d'excellentes voies de communications.
La fin de la municipalité d'Arbizu a une superficie de 14,3 km2, divisée en deux parties. Dans la pointe qui est traversée par la rivière Arakil elle a une sorte de rétrécissement qui divise la frontière du village, le noyau se trouvant, lui, à 493 m.
Ses limites territoriales sont : au nord du massif d'Aralar, à l'est Lakuntza et Arakil, au sud Ergoiena et à l'ouest Etxarri-Aranatz. Ses terres s'étendent du nord au sud, depuis le mont Aralar jusqu'au versant de Beriain.
On dit d'Arbizu que c'est un village typique, avec implantation rationnelle des maisons et où on distingue une belle place rectangulaire au nord. Il se trouve à l'orée de la rivière Leziza, près de l'embouchure sur la rivière Arakil, à 493 m.

## Division linguistique
En 2011, 78.4% de la population d'Arbizu avait le basque comme langue maternelle. La population totale située dans la zone bascophone en 2018, comprenant 64 municipalités dont Arbizu, était bilingue à 60.8%, à cela s'ajoute 10.7% de bilingues réceptifs.

### Droit
En accord avec Loi forale 18/1986 du 15 décembre sur le basque, la Navarre est linguistiquement divisée en trois zones. Cette municipalité fait partie de la zone bascophone où l'utilisation du basque y est majoritaire. Le basque et le castillan sont utilisés dans l'Administration publique, les médias, les manifestations culturelles et en éducation cependant l'usage courant du basque y est présent et encouragé le plus souvent.

### Sources
- (es) Cet article est partiellement ou en totalité issu de l’article de Wikipédia en espagnol intitulé « Arbizu » (voir la liste des auteurs).